# Polia rogenhoferi
Polia rogenhoferi är en fjärilsart som beskrevs av Heinrich Benno Möschler 1870. Polia rogenhoferi ingår i släktet Polia och familjen nattflyn. Inga underarter finns listade i Catalogue of Life.